# Экономика Новой Зеландии
Экономика Новой Зеландии — одна из наиболее глобализованных в мире, эта страна тесно связана торговыми отношениями с Австралией, ЕС, США, Китаем, Южной Кореей, Японией и Канадой. Сектор услуг занимает почти 2/3 экономики, крупные статьи производства — изготовление товаров из алюминия и других металлов, обработка продуктов питания, производство продукции из дерева и бумаги. Валюта Новой Зеландии — новозеландский доллар — имеет хождение также и в других странах, в основном тихоокеанских.

## Общая характеристика
До середины XX века Новая Зеландия была прежде всего аграрной страной, экспорт сельскохозяйственной продукции обеспечивал её населению один из самых высоких уровней жизни в мире. Однако в 1974 году страна столкнулась с трудностями сбыта своей сельхозпродукции, потеряв преимущества доступа к рынку Великобритании, присоединившейся к Европейскому экономическому сообществу. После этого более высокими темпами стали развиваться промышленность и сфера услуг. Этому с середины 1980-х годов способствовала политика правительства Дэвида Лонги, направленная на уменьшение роли государства и развитие рыночной экономики. Быстрый рост экономики способствовал повышению доходов населения.

## История
Племена маори поселились на островах Новой Зеландии около 500 лет назад. Основой их экономической деятельности было земледелие, рыбная ловля и промысел тюленей. Освоение островов европейцами началось в середине XIX века, начиная с первой половины 1860-х годов велась добыча золота и других минералов. Хотя запасы золота вскоре иссякли, за время золотой лихорадки успели появиться несколько городов, а также начала развиваться транспортная инфраструктура. Другим важным направлением деятельности стало овцеводство, уже к 1870 году в Новой Зеландии было 10 млн овец, а максимума поголовье достигло в 1980-х годах — 70 млн овец. Овечья шерсть долгое время оставалась основным экспортным товаром. Появление в 1880-х годов холодильного оборудования сделало возможным экспорт мяса и молочной продукции (сыров и сливочного масла).
В 1934 году был основан Резервный банк Новой Зеландии, центральный банк страны. С 1930-х годов правительство Новой Зеландии начало поощрять развитие промышленности, наибольших успехов удалось достичь в целлюлозно-бумажной отрасли, также появились предприятия по выплавке алюминия благодаря дешёвой энергии гидроэлектростанций. Однако в целом программа индустриализации была свёрнута в 1970-х годах так и не достигнув значительного прогресса. В 1958 году было открыто нефтегазовое месторождение Таранаки, а в 1968 году — морское газовое месторождение Мауи.
В 1966 году произошло резкое падение цены на шерсть на мировых рынках, за этим последовал упадок овцеводства в Новой Зеландии, в 2008 году на шерсть приходилось менее 2 % новозеландского экспорта. Также в 1960-х годах начал сокращаться экспорт в Великобританию, и Новой Зеландии пришлось искать новых торговых партнёров, ими стали Австралия, США, Япония, Китай и другие страны. Вплоть до 1980-х годов в экономике страны роль государства была очень значительной, но в 1984 году начались радикальные реформы, направленные на либерализацию, включая ликвидацию субсидий сельскому хозяйству и другим отраслям, снижение ввозных пошлин, плавающий курс национальной валюты и др.; они спровоцировали затяжную рецессию, и в 1999 году некоторые наиболее радикальные начинания были отменены.

## Денежная система
Денежная система Новой Зеландии зародилась лишь с приходом на эти земли первых европейцев. В более ранние времена маори не использовали деньги в привычном понимании этого слова, предпочитая строить свои экономические взаимоотношения на основе бартерных обменов.
До 1840 года в стране не существовало единой денежной системы и поселенцы использовали в основном монеты британской чеканки. Банкноты были значительно менее распространены в обращении. После 1840 года в обращение вошли банкноты, выпускаемые частными банками. С 1934 года единственной легальной валютой страны стали новозеландские фунты, вводимые в обращение Резервным банком Новой Зеландии. В качестве образца использовалась британская денежная система с делением на фунты стерлингов, шиллинги и пенсы. В 1967 году в обращение был введён новозеландский доллар и центы.
В настоящее время в обращении находятся банкноты номиналом в 5, 10, 20, 50 и 100 долларов, а также монеты достоинством в 10, 20 и 50 центов, а также 1 и 2 доллара.
В финансовом секторе экономики страны доминируют филиалы австралийских банков и других финансовых институтов.

## Сельское хозяйство

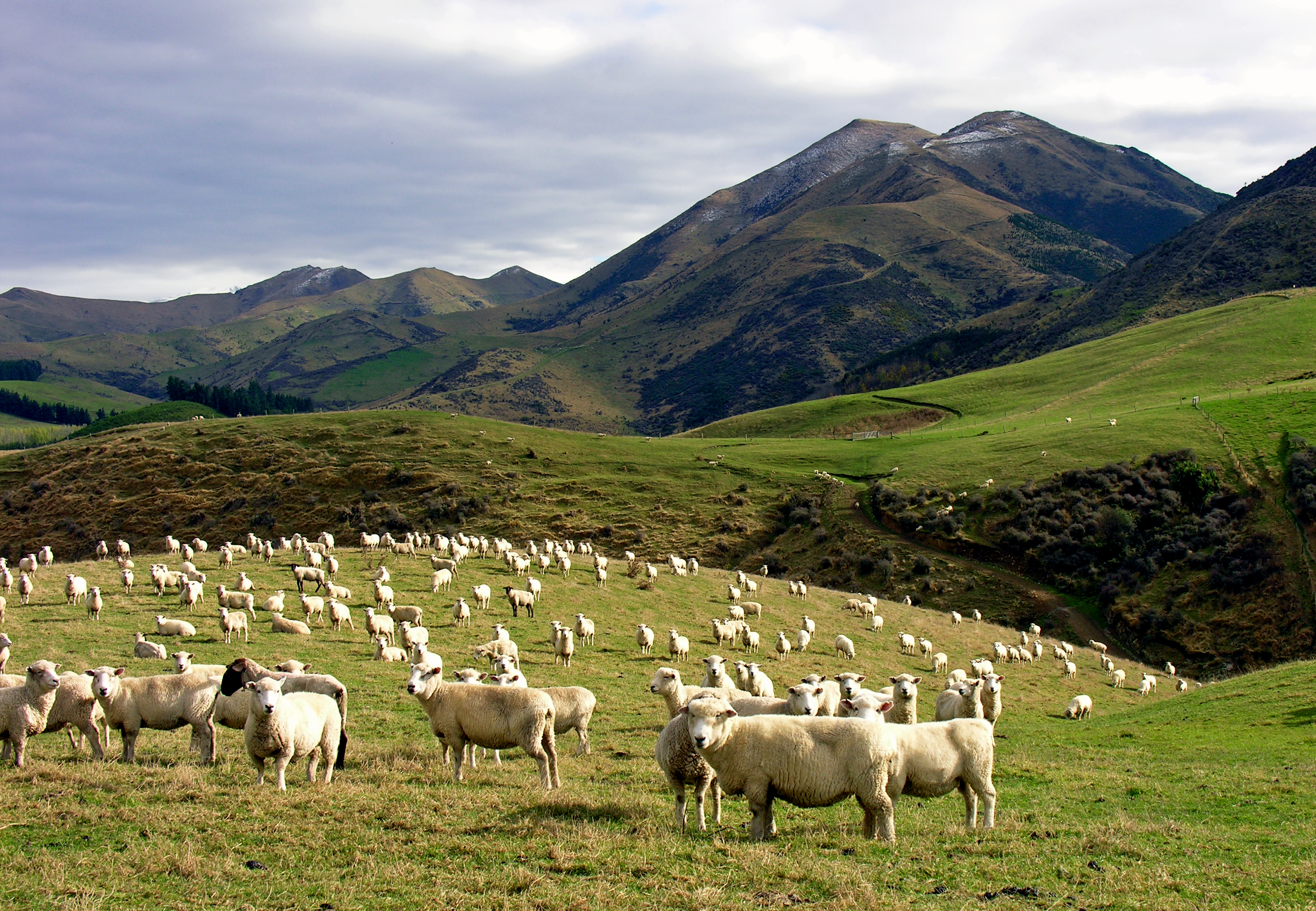
Пастбища Новой Зеландии

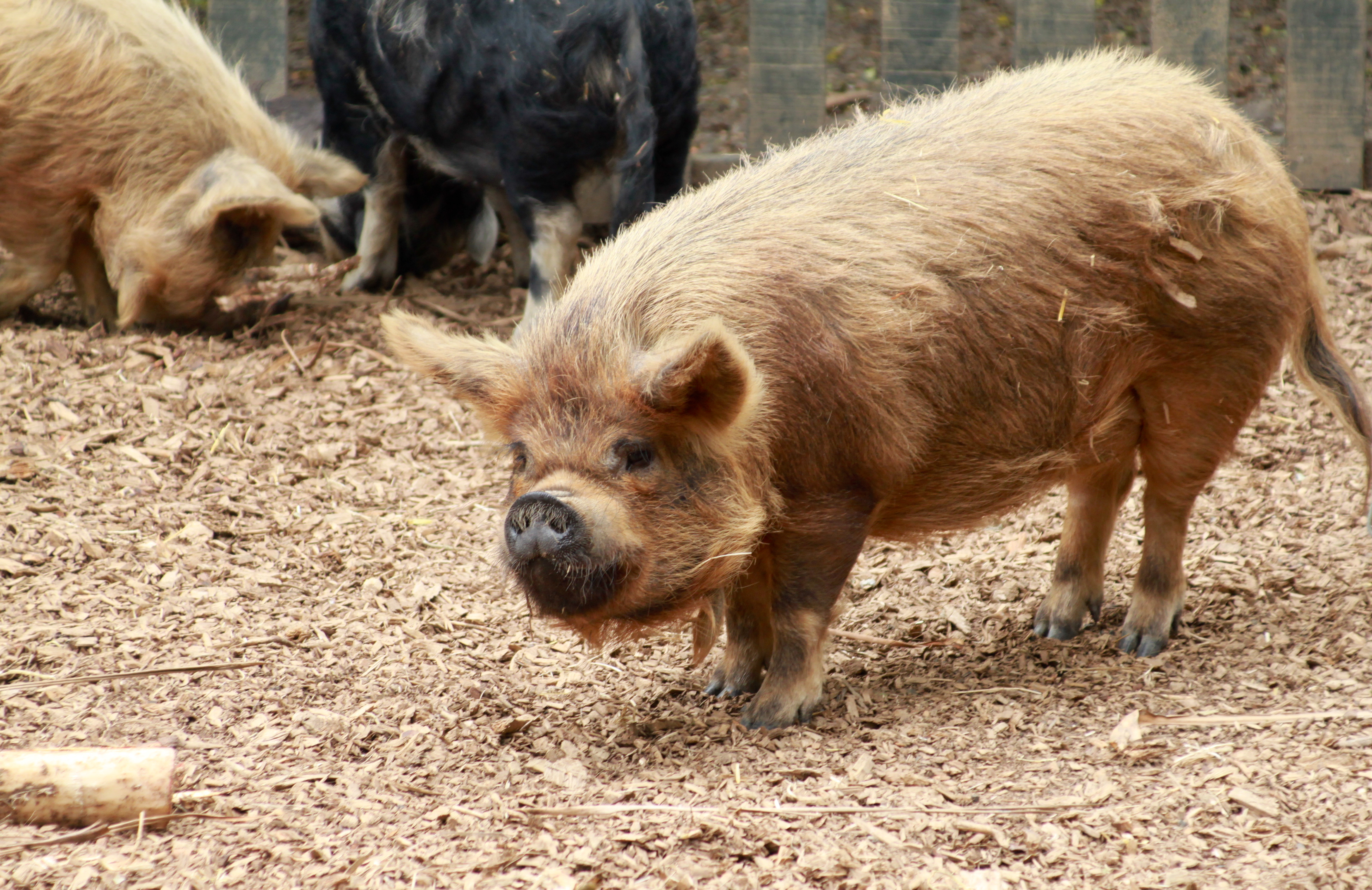
Кунекуне — порода свиней, выведенная в Новой Зеландии

Сельскохозяйственные угодья занимают 43 % территории Новой Зеландии, в том числе 41 % занимают пастбища, 1,8 % — пашня, 0,3 % — постоянные культуры. Леса занимают 31 % территории страны
Новая Зеландия пользуется во всем мире репутацией эффективного и новаторского производителя сельскохозяйственной продукции. Продукция промышленного животноводства (особенно молочное промышленное поголовье овец) составляло в 2005 году более 40 млн голов; поголовье крупного рогатого скота составляло 8,6 млн голов, из них 4,2 млн голов составляло молочное стадо; фермерское поголовье оленей составило в том же году 1,6 млн голов.
Структура сельскохозяйственной отрасли Новой Зеландии во многом уникальна для развитых стран. Основную её особенность составляет отсутствие дотаций со стороны государства и необходимость производителям сельскохозяйственной продукции самостоятельно конкурировать со своими коллегами из других производящих стран, традиционно пользующихся поддержкой своих государств. Именно поэтому Новая Зеландия настойчиво выступает на международных экономических форумах, особенно в рамках ВТО, за введение общего режима контроля за процессами государственных финансовых поддержек сельскохозяйственных отраслей экономики во всех производящих странах.
Контроль за развитием и функционированием сельского хозяйства страны осуществляет Министерство сельского хозяйства и лесной промышленности (англ. Ministry of Agriculture and Forestry). Однако, такой контроль не является ограничительным и все сельское хозяйство Новой Зеландии существует и развивается на основах принципах свободной экономики.
Значительную роль в сельском хозяйстве страны играет виноделие.

## Промышленность

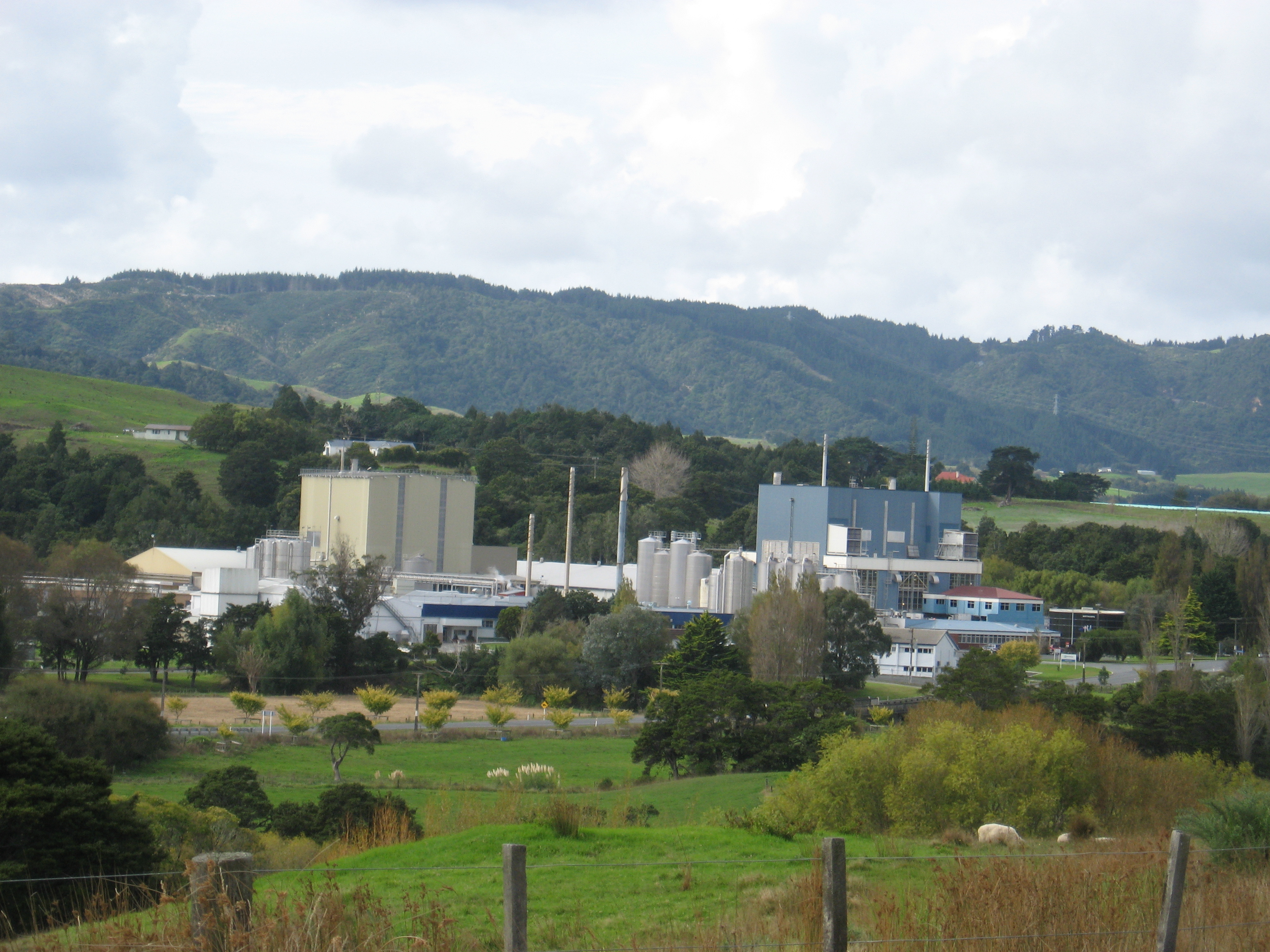
Молокоперерабатывающий завод компании Fonterra

Главными отраслями промышленности Новой Зеландии являются пищевая промышленность, деревообрабатывающая и мебельная промышленность, машиностроение, полиграфическая промышленность и издательское дело, а также выплавка алюминия.
Молокоперерабатывающий гигант Fonterra занимает 85 % рынка производства и переработки молока в Новой Зеландии.
Роль горнодобывающей промышленности невелика из-за отсутствия крупных месторождений. Добывается уголь, железная руда, природный газ и нефть.
Металлургия представлена комбинатом по выплавке алюминия Tiwai Point Aluminium Smelter, он был открыт в 1971 году и использует электроэнергию ГЭС Манапоури. Сырьё (оксид алюминия) завозится из Австралии, первичный алюминий почти полностью экспортируется, в основном в Японию. Комбинат принадлежит совместному предприятию Rio Tinto (79,36 %) и Sumitomo Group (20,64 %).

## Энергетика
В основе энергетики Новой Зеландии лежит нефтегазодобыча, производство электроэнергии на гидроэлектростанциях (крупнейшая из них — ГЭС Манапоури) и геотермальная энергетика.
В связи с безъядерным статусом страны, атомная энергетика в Новой Зеландии не используется и планов её развития нет. По потреблению всех видов энергии на душу населения страна занимает 22-е место в мире.
Новая Зеландия с точки зрения нефтегазовых ресурсов остаётся малоизученной. Единственным нефтегазовым регионом страны на данный момент является Таранаки. Месторождения Маари и Похокура дают более половины добычи нефти. В 2018 году правительство Новой Зеландии объявило, что не будет выдавать никаких новых разрешений на разведку нефти и газа на морском шельфе.
В Новой Зеландии добывается около 3 млн т угля в год, в основном для внутреннего потребления. Запасы угля оцениваются в 7,58 млрд т (данные на 2020 год).
Добыча нефти в стране составляет 13,4 тыс. баррелей в день, что покрывает менее десятой части потребления (185,6 тыс. баррелей нефтепродуктов в день). Запасы нефти оцениваются в 41 млн баррелей. Добыча природного газа составляет 4,8 млрд и³ в год, что полностью покрывает потребление; запасы оцениваются в 31,1 млрд м³.
Активно используется геотермальная энергия. Из 129 известных геотермальных зон в Новой Зеландии имеют промышленное значение 36 зон с температурами от 70 до 220 градусов. Геотермальный пар используется в целом ряде промышленных и сельскохозяйственных производств, но основной его объём используется для выработки электроэнергии. Такое его использование даёт не менее 7 % (9.7 петаджоуля) от общего объёма вырабатываемой в стране электроэнергии.
По состоянию на 2020 год установленная мощность электростанций страны составляла 9,62 млн кВт (66-е место а мире), из них 54,8 % приходится на гидроэлектростанции, на геотермальные электростанции — 18,6 %, ветряные — 5,3 %, ТЭС на ископаемом топливе — 19,5 %, ТЭС на биомассе — 1,4 %, солнечные — 0,4 %, приливные — 0,1 %. Потребление электроэнергии составляло 41,2 млрд кВт·ч (58-е место а мире), потери при передаче — 2,26 млрд кВт·ч. Большая часть электроэнергии вырабатывается на Южном острове, а три четверти населения живёт на Северном, поэтому два основных острова связаны многочисленными подводными кабелями.

## Торговля

Страны, с которыми у Новой Зеландии есть соглашения о свободной торговле

Новая Зеландия — страна, уделяющая большое внимание внешней торговле и международному экономическому сотрудничеству. По различным оценкам не менее 20 % производимой в стране продукции предназначено для экспорта.
В 2021 году экспорт товаров и услуг составил 73,4 млрд долларов (45-е место а мире). Основными направлениями экспорта были Китай (31 %), Австралия (13 %), США (11 %), Япония (6 %), Южная Корея (3 %), Великобритания (2 %), а также Индонезия, Сингапур, Гонконг и Таиланд. Ведущими экспортными товарами были молочная продукция (28 %), мясо (14 %), древесина (8 %), фрукты и орехи (5 %, в первую очередь киви и яблоки).
Импорт составил 49,9 млрд долларов (53-е место в мире). Главными партнёрами по импорту были Китай (24 %), Австралия (11 %), США (9 %), Япония (6 %), Германия (5 %), Таиланд (4 %), Южная Корея (4 %), ОАЭ (4 %), Малайзия (3 %), Сингапур (2 %). На автомобили и комплектующие пришлось 10 % импорта, примерно столько же на промышленное оборудование, далее шли электрооборудование (6 %), нефть (5 %), пластмассы (3 %)).
Новая Зеландия заключила соглашения о свободной торговле с целым рядом стран и регионов:
- Австралия (Closer Economic Relations[англ.], 1983 год)
- Китай (New Zealand–China Free Trade Agreement[англ.], 2008 год)
- Гонконг (2011 год)
- Малайзия (Malaysia–New Zealand Free Trade Agreement[англ.], 2009 год)
- Сингапур (2001 год)
- Республика Корея (2015 год)
- Тайвань (2013 год)
- Таиланд (2005 год)
- Великобритания (2021 год)
- Евросоюз (2023 год)

## Туризм
Сфера туризма и смежные отрасли становятся с каждым годом всё более важным слагаемым развития экономики Новой Зеландии. Месторасположение страны, красота её природы в сочетании с развитием активных программ привлечения туристов в страну являются основными благоприятствующими этому факторами.
Новую Зеландию посещают около 2,5 млн иностранных туристов в год, из них около 1 млн из Австралии, также большое количество туристов из США (250 тыс.), Великобритании (150 тыс.), Индии и Китая (по 57 тыс.), Канады и Германии (по 50 тыс.).

## Транспорт

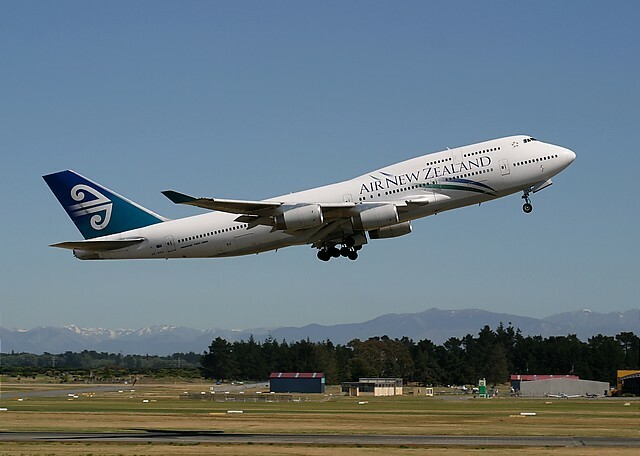
Один из самолётов национальной авиакомпании Air New Zealand, аэропорт Крайстчерч.

Развитие транспорта и транспортной инфраструктуры являются одним из экономических приоритетов страны на протяжении всей истории её развития. Связано это, прежде всего, с достаточно низкой по сей день плотностью населения на относительно большой территории со значительными расстояниями между населёнными пунктами.
Структура транспортной системы внутри страны строится на основе сети скоростных автомобильных государственных дорог (англ. New Zealand State Highway Network), включающих в себя более 100 автомобильных магистралей и администрируемых государственной организацией Transit New Zealand. В этой системе дорога SH1 проложена с севера на юг и проходит по всей длине Северного и Южного островов. Общая протяжённость автомобильных дорог страны составляет более 94 000 км.
Протяжённость железнодорожных магистралей страны составляет 4128 км, из них электрифицировано около 500 км. Все железные дороги узкоколейные (1068 мм). Национальная система железных дорог управляется государственным предприятием KiwiRail. В 1993 году железные дороги страны были приватизированны, но в связи с их тяжёлым экономическим положением в 2003 году Правительство Новой Зеландии согласилось вновь взять их под собственный контроль.
Внутренние водные пути страны утратили свою былую важность в качестве транспортных артерий, но и по сей день 1609 км пригодны и частично используются для речной навигации.
Остров Северный и Остров Южный связаны между собой прямой регулярной паромной переправой, позволяющей осуществлять пассажирские и грузовые перевозки. Часть используемых паромов приспособлены для транспортировки железнодорожных вагонов и автомобильного транспорта.
Исторически огромную важность для страны составляют морские порты. В настоящее время порты с контейнерными терминалами работают в Окленде, Тауранге, Веллингтоне, Данидине и Нейпире. Портпункты работают в Фангареи, Гисборне, Нью-Плимут, Нельсоне, Пиктоне, Тимару и Блафе. Ещё три бухты эпизодически используются для стоянок судов и переработки грузов. В стране также действует шесть речных портов, имеющих таковой статус, но не играющих сегодня сколь-либо важной транспортной роли. Собственный флот Новой Зеландии невелик, он включает 116 судов, в том числе 1 контейнеровоз и 5 танкеров.
В стране работает 123 аэропорта и аэродрома. Основным из них является аэропорт Окленда, принимающий около 11 миллионов пассажиров в год. Не менее 70 % пассажиров прибывают в Новую Зеландию через него. Следующими по значимости и объёмам перевозок являются аэропорты Веллингтона и Крайстчерча, обрабатывающих около 4 млн пассажиров ежегодно.
Национальным авиаперевозчиком Новой Зеландии является компания Air New Zealand c основным аэропортом базирования в Окленде. Самолёты этой компании совершают регулярные полёты в 11 стран мира, а участие компании в международных партнёрских программах позволяет её пассажирам без труда добраться практически в любую точку мира. Четыре её дочерние компании — Air Nelson, Eagle Airways, Mount Cook Airline, Freedom Air — выполняют основное количество коммерческих авиаперевозок внутри страны.
Трубопроводы в Новой Зеландии проложены для транспортировки газа (около 2500 км), нефти (288 км), нефтепродуктов (198 км) и транспортировки сжиженного газа (172 км).

## Международные инвестиции
Новая Зеландия, являясь полноправным участником международного финансового рынка, активно участвует в мировых инвестиционных процессах. Австралия и США являются важнейшими финансовыми партнёрами страны. По данным 2006 года суммарный объём текущих суммарных инвестиций предпринимателей этих стран в экономику Новой Зеландии составил ориентировочно 110 миллиардов долларов (здесь и далее в этом разделе цифры приводятся в долларах Новой Зеландии), что составило почти половину общего объёма иностранных инвестиций. Следующими по объёму общих текущих инвестиций в страну стали Великобритания, Швейцария и Сингапур инвестировав суммарно более 20 миллиардов долларов. Наиболее популярными областями для иностранных инвестиций в экономику Новой Зеландии являются проекты в области финансов и страхования.
Объём инвестиций иностранных предпринимателей в Новую Зеландию в 2006 году составил 19,5 млрд долларов, при этом новозеландские предприниматели инвестировали в том же году лишь 10,7 млрд долларов в зарубежные проекты.

## Экономические показатели
Некоторые экономические показатели по данным Международного валютного фонда
| Год  | ВВП (млрд $, ППС) | ВВП на душу населения (тыс. $, ППС) | ВВП (млрд $, номинал) | ВВП на душу населения (тыс. $, номинал) | Рост ВВП (реального) | Инфляция (%) | Безработица (%) | Госдолг от ВВП (%) |
| ---- | ----------------- | ----------------------------------- | --------------------- | --------------------------------------- | -------------------- | ------------ | --------------- | ------------------ |
| 1980 | 28,5              | 9,18                                | 22,5                  | 7,25                                    | 1,0 %                | 17,1 %       | 4,0 %           |                    |
| 1981 | 32,2              | 10,29                               | 23,4                  | 7,50                                    | 3,0 %                | 15,5 %       | 3,9 %           |                    |
| 1982 | 35,1              | 11,15                               | 23,2                  | 7,37                                    | 2,9 %                | 16,1 %       | 4,4 %           |                    |
| 1983 | 36,4              | 11,46                               | 22,5                  | 7,06                                    | −0,1 %               | 7,4 %        | 6,2 %           |                    |
| 1984 | 40,4              | 12,57                               | 22,4                  | 6,96                                    | 6,9 %                | 6,1 %        | 7,2 %           |                    |
| 1985 | 42,1              | 13,00                               | 22,5                  | 6,94                                    | 1,2 %                | 15,4 %       | 3,9 %           | 64.2%              |
| 1986 | 43,8              | 13,38                               | 27,4                  | 8,37                                    | 1,8 %                | 13,2 %       | 4,2 %           | 68,6 %             |
| 1987 | 45,9              | 13,92                               | 36,9                  | 11,19                                   | 2,4 %                | 15,8 %       | 4,2 %           | 63,0 %             |
| 1988 | 47,8              | 14,35                               | 45,5                  | 13,64                                   | 0,6 %                | 6,4 %        | 5,8 %           | 54,8 %             |
| 1989 | 49,9              | 14,83                               | 44,1                  | 13,10                                   | 0,4 %                | 5,7 %        | 7,3 %           | 55,0 %             |
| 1990 | 51,8              | 15,20                               | 45,8                  | 13,44                                   | 0,0 %                | 6,1 %        | 8,0 %           | 55,5 %             |
| 1991 | 52,8              | 15,11                               | 43,4                  | 12,43                                   | −1,3 %               | 2,6 %        | 10,6 %          | 58,0 %             |
| 1992 | 54,4              | 15,40                               | 41,5                  | 11,75                                   | 0,7 %                | 1,0 %        | 10,7 %          | 58,7 %             |
| 1993 | 58,6              | 16,40                               | 44,8                  | 12,54                                   | 5,2 %                | 1,3 %        | 9,8 %           | 54,6 %             |
| 1994 | 63,2              | 17,45                               | 52,9                  | 14,60                                   | 5,6 %                | 1,7 %        | 8,4 %           | 48,9 %             |
| 1995 | 67,7              | 18,42                               | 62,3                  | 16,94                                   | 4,9 %                | 3,8 %        | 6,5 %           | 43,5 %             |
| 1996 | 71,7              | 19,21                               | 69,1                  | 18,50                                   | 4,1 %                | 2,3 %        | 6,3 %           | 37,3 %             |
| 1997 | 74,8              | 19,77                               | 68,9                  | 18,21                                   | 2,5 %                | 1,2 %        | 6,9 %           | 34,6 %             |
| 1998 | 75,8              | 19,87                               | 56,8                  | 14,89                                   | 0,3 %                | 1,3 %        | 7,7 %           | 34,5 %             |
| 1999 | 80,4              | 20,96                               | 58,9                  | 15,34                                   | 4,6 %                | −0,1 %       | 7,1 %           | 32,0 %             |
| 2000 | 85,7              | 22,21                               | 54,2                  | 14,03                                   | 4,3 %                | 2,6 %        | 6,2 %           | 30,0 %             |
| 2001 | 89,9              | 23,13                               | 53,1                  | 13,67                                   | 2,6 %                | 2,6 %        | 5,5 %           | 28,2 %             |
| 2002 | 95,6              | 24,20                               | 62,0                  | 15,70                                   | 4,7 %                | 2,7 %        | 5,3 %           | 26,4 %             |
| 2003 | 101,7             | 25,24                               | 82,5                  | 20,48                                   | 4,2 %                | 1,8 %        | 4,8 %           | 24,7 %             |
| 2004 | 109,4             | 26,75                               | 101,6                 | 24,84                                   | 4,8 %                | 2,3 %        | 4,0 %           | 22,5 %             |
| 2005 | 116,3             | 28,13                               | 113,2                 | 27,38                                   | 3,2 %                | 3,0 %        | 3,8 %           | 20,8 %             |
| 2006 | 123,4             | 29,49                               | 109,7                 | 26,22                                   | 2,9 %                | 3,4 %        | 3,9 %           | 18,4 %             |
| 2007 | 131,1             | 31,03                               | 134,9                 | 31,91                                   | 3,4 %                | 2,4 %        | 3,6 %           | 16,3 %             |
| 2008 | 133,4             | 31,30                               | 135,4                 | 31,76                                   | −0,2 %               | 4,0 %        | 4,0 %           | 19,0 %             |
| 2009 | 132,7             | 30,82                               | 121,8                 | 28,28                                   | −1,2 %               | 2,1 %        | 5,9 %           | 24,3 %             |
| 2010 | 136,6             | 31,38                               | 145,3                 | 33,38                                   | 1,8 %                | 2,3 %        | 6,2 %           | 29,7 %             |
| 2011 | 142,0             | 32,38                               | 167,0                 | 38,06                                   | 1,8 %                | 4,0 %        | 6,1 %           | 34,7 %             |
| 2012 | 144,4             | 32,73                               | 175,0                 | 39,68                                   | 2,5 %                | 1,1 %        | 6,5 %           | 35,7 %             |
| 2013 | 157,8             | 35,47                               | 187,2                 | 42,09                                   | 2,3 %                | 1,1 %        | 5,8 %           | 34,6 %             |
| 2014 | 167,2             | 36,99                               | 200,1                 | 44,28                                   | 3,7 %                | 1,2 %        | 5,4 %           | 34,2 %             |
| 2015 | 170,5             | 36,97                               | 176,2                 | 38,20                                   | 3,6 %                | 0,3 %        | 5,4 %           | 34,2 %             |
| 2016 | 185,2             | 39,27                               | 186,0                 | 39,43                                   | 3,9 %                | 0,6 %        | 5,2 %           | 33,4 %             |
| 2017 | 197,3             | 40,98                               | 203,8                 | 42,33                                   | 3,5 %                | 1,9 %        | 4,8 %           | 31,1 %             |
| 2018 | 208,9             | 42,62                               | 210,0                 | 42,84                                   | 3,4 %                | 1,6 %        | 4,3 %           | 28,0 %             |
| 2019 | 217,8             | 43,69                               | 210,4                 | 42,21                                   | 2,4 %                | 1,6 %        | 4,2 %           | 32,0 %             |
| 2020 | 215,9             | 42,45                               | 209,4                 | 41,16                                   | −2,1 %               | 1,7 %        | 4,6 %           | 43,6 %             |
| 2021 | 235,0             | 45,88                               | 247,6                 | 48,35                                   | 5,1 %                | 3,0 %        | 4,3 %           | 52,0 %             |
| 2022 | 249,5             | 48,20                               | 267,6                 | 51,71                                   | 3,3 %                | 2,2 %        | 4,4 %           | 56,9 %             |
| 2023 | 259,7             | 49,46                               | 282,4                 | 53,80                                   | 1,7 %                | 2,0 %        | 4,7 %           | 58,5 %             |